# Uccideteli tutti! Dio riconoscerà i suoi
Uccideteli tutti! Dio riconoscerà i suoi è il quarto album in studio del gruppo musicale italiano Fuzz Orchestra.

## Tracce
1. Nel nome del padre – 4:43
2. Todo modo – 6:31
3. Born Into This – 4:53
4. L'uomo nuovo – 3:05
5. Una voce verrà – 6:58
6. Il terrore è figlio del buio – 3:31
7. Lamento di una vedova – 2:35
8. The Earth Will Weep – 6:04

## Formazione

### Gruppo
- Luca Ciffo – chitarra e voce
- Fabio Ferrario – noise, tastiere
- Paolo Mongardi – batteria

con
Esecutori di metallo su carta:
- Enrico Gabrielli – direzione, Farfisa, piano
- Francesco Bucci – trombone
- Marco Santoro – fagotto
- Sebastiano De Gennaro – timpano, vibrafono
- Nicola Manzan – violino